# Clux
Clux [kly] est une ancienne commune française située dans le département de Saône-et-Loire, en région Bourgogne-Franche-Comté. Le 1er janvier 2015, elle est devenue une commune déléguée de la commune nouvelle de Clux-Villeneuve.

## Histoire
Le 1er janvier 2015, elle fusionne avec la commune de La Villeneuve, sous le régime juridique des communes nouvelles instauré par la loi no 2010-1563 du 16 décembre 2010 de réforme des collectivités territoriales, pour créer la commune nouvelle de Clux-Villeneuve.

## Culture locale et patrimoine

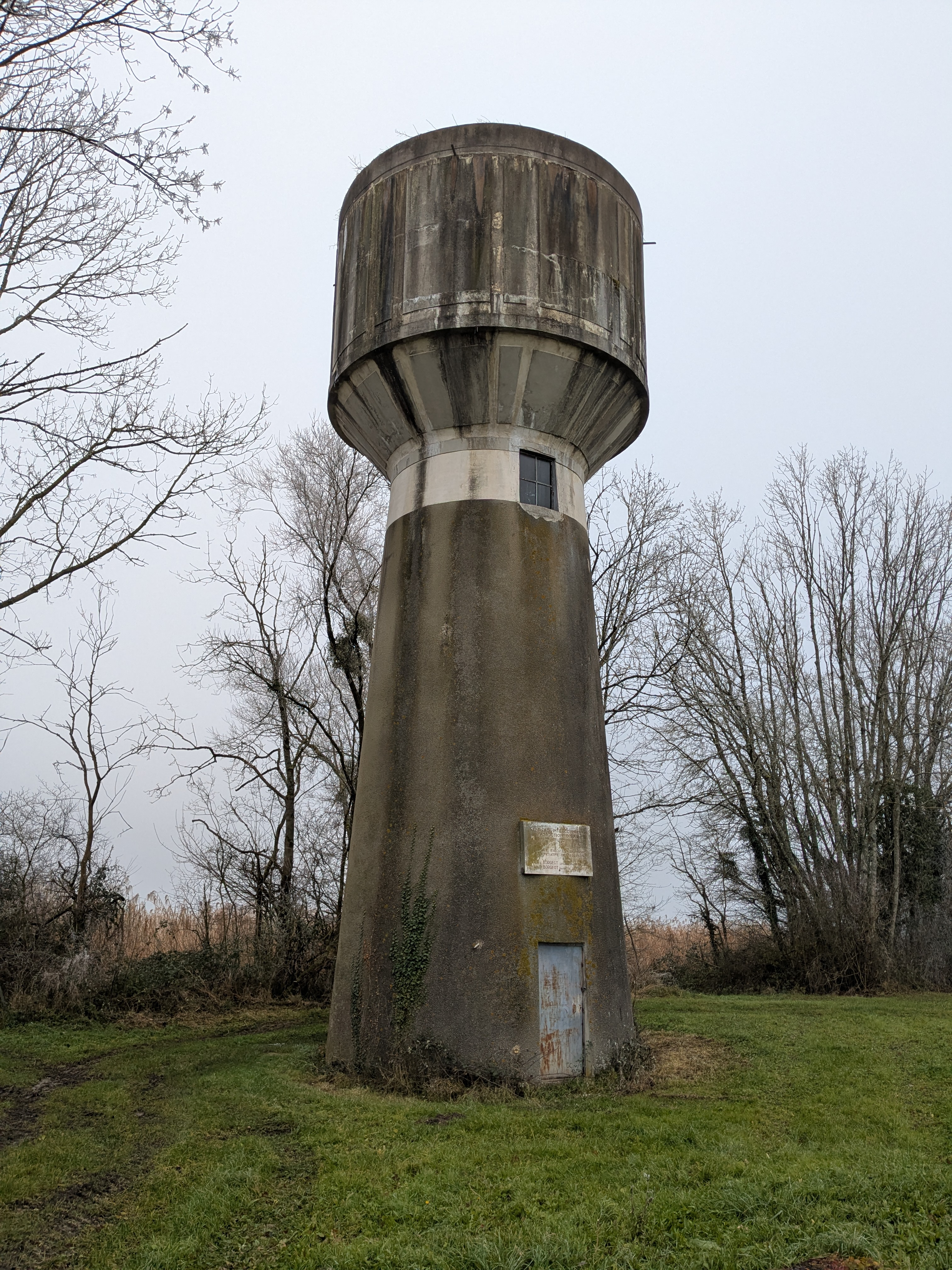
Le château d'eau.

## Politique et administration

### Administration municipale
| Période                                  | Période          | Identité         | Étiquette | Qualité |
| ---------------------------------------- | ---------------- | ---------------- | --------- | ------- |
| mars 1989                                | mars 2008        | Michel Chanussot |           |         |
| mars 2008                                | mars 2014        | Robert Augey     |           |         |
| mars 2014                                | 31 décembre 2014 | Nicolas Raffetin |           |         |
| Les données manquantes sont à compléter. |                  |                  |           |         |

## Population et société

### Démographie
L'évolution du nombre d'habitants est connue à travers les recensements de la population effectués dans la commune depuis 1793. À partir du 1er janvier 2009, les populations légales des communes sont publiées annuellement dans le cadre d'un recensement qui repose désormais sur une collecte d'information annuelle, concernant successivement tous les territoires communaux au cours d'une période de cinq ans. 
Pour les communes de moins de 10 000 habitants, une enquête de recensement portant sur toute la population est réalisée tous les cinq ans, les populations légales des années intermédiaires étant quant à elles estimées par interpolation ou extrapolation. Pour la commune, le premier recensement exhaustif entrant dans le cadre du nouveau dispositif a été réalisé en 2004,.
En 2014, la commune comptait 118 habitants.
| 1793 | 1800 | 1806 | 1821 | 1831 | 1836 | 1841 | 1846 | 1851 |
| ---- | ---- | ---- | ---- | ---- | ---- | ---- | ---- | ---- |
| 228  | 244  | 229  | 212  | 218  | 240  | 220  | 218  | 225  |

| 1856 | 1861 | 1866 | 1872 | 1876 | 1881 | 1886 | 1891 | 1896 |
| ---- | ---- | ---- | ---- | ---- | ---- | ---- | ---- | ---- |
| 221  | 230  | 221  | 219  | 223  | 248  | 237  | 226  | 220  |

| 1901 | 1906 | 1911 | 1921 | 1926 | 1931 | 1936 | 1946 | 1954 |
| ---- | ---- | ---- | ---- | ---- | ---- | ---- | ---- | ---- |
| 205  | 201  | 189  | 165  | 156  | 148  | 131  | 127  | 131  |

| 1962 | 1968 | 1975 | 1982 | 1990 | 1999 | 2005 | 2010 | 2014 |
| ---- | ---- | ---- | ---- | ---- | ---- | ---- | ---- | ---- |
| 112  | 109  | 77   | 77   | 92   | 104  | 106  | 110  | 118  |

## Pour approfondir